# Los Cacicazgos
Los Cacicazgos es un sector del Distrito Nacional en Santo Domingo, capital de la República Dominicana. Se encuentra ubicado en la parte suroeste de la ciudad y es reconocido por su desarrollo urbano de alto nivel, caracterizado por residencias de lujo, torres modernas y amplias avenidas.
Uno de los elementos distintivos del sector es la Avenida Anacaona, que ha sido considerada como la vía con el valor inmobiliario más elevado por metro cuadrado del país, superando a zonas tradicionalmente exclusivas como Piantini y Arroyo Hondo.
Esto ha convertido a Los Cacicazgos en una de las áreas de mayor ingreso per cápita en la ciudad, con bajos índices de pobreza en comparación con otros sectores del Distrito Nacional.
El entorno se destaca también por su cercanía al Parque Mirador Sur, una extensa área verde que bordea la parte sur del sector y ofrece espacios recreativos y deportivos, lo que contribuye a la calidad de vida de sus residentes y visitantes.

## Economía
La economía de Los Cacicazgos está fuertemente vinculada al sector inmobiliario, siendo una de las zonas con mayor valorización del metro cuadrado en el país.
El crecimiento vertical, con modernas torres residenciales y condominios de lujo, ha transformado el paisaje urbano del sector en las últimas décadas. Este dinamismo ha atraído a desarrolladores, firmas constructoras y agencias inmobiliarias interesadas en captar la alta demanda de viviendas de gama alta.
Los Cacicazgos cuenta con una oferta comercial discreta pero especializada, compuesta por pequeños centros comerciales, restaurantes, salones de belleza y servicios financieros orientados a un público de alto poder adquisitivo.
La cercanía al Parque Mirador Sur también ha impulsado la actividad económica relacionada con el ocio y el deporte, generando espacios para el esparcimiento que son aprovechados tanto por residentes como por visitantes.